# Maison du patrimoine de Saint-Savinien
Pour les articles homonymes, voir Maison du patrimoine (homonymie).
La maison du patrimoine de Saint-Savinien, parfois abrégée en « la Maison du patrimoine », est un musée français situé à Saint-Savinien, gros bourg pittoresque et étagé, lové dans une boucle sur la rive droite de la Charente, dans la partie centrale du département de la Charente-Maritime.

## Histoire
C'est  dans les locaux d'un ensemble immobilier remarquable qui abritait autrefois la boulangerie de la Marine et des commerces liés à l'activité du port, que se situe ce petit musée.
À la suite de la découverte en 1973 des vestiges d'une ancienne chapelle romane du XIe siècle dans les locaux mêmes de la Maison du patrimoine, le foyer rural de Saint-Savinien créa par la suite l'association Les Amis de Saint-Savinien en 1978 afin de sauvegarder le patrimoine urbain et historique de Saint-Savinien.
Reconnue aujourd'hui comme un musée d'histoire locale par les édiles locaux et autres structures administratives comme le Pays Vals de Saintonge, la Maison du patrimoine est également relayée par le site de l'office du tourisme de la Charente-Maritime pour sa promotion touristique.
Cet espace muséographique, certes encore sommaire mais qui s'est beaucoup enrichi depuis son ouverture, participe pleinement à l'effort de mise en valeur touristique de la vallée moyenne de la Charente en  Saintonge et son intérêt est évident pour sa remarquable contribution à l'histoire de Saint-Savinien.

## Collections
Ce musée rural, situé dans le cœur du bourg de Saint-Savinien, en bordure même du fleuve, à l'endroit de l'ancien passage du bac fluvial qui reliait les deux rives de la Charente jusqu'à la construction du pont en 1879, présente d'intéressantes collections aux visiteurs.
La Maison du patrimoine s'articule autour de quatre thématiques :
1. Le « musée de la Pierre » avec les silex de la préhistoire, les objets de la période romaine dont des restes d'hypocauste et de villas gallo-romaines datant du Ier jusqu'au IVe siècle, les vestiges de l'ancienne chapelle du XIe siècle ;
2. L’« histoire locale » par les documents, les plans, les photographies, les généalogies ;
3. La « batellerie sur la Charente » avec des maquettes dont celle qui reconstitue la dernière goélette en bois qui fut construite dans les anciens chantiers navals de Saint-Savinien en 1859 ;
4. Les « vieux métiers ».

Le musée organise également des conférences sur l'histoire de Saint-Savinien et des expositions temporaires qui ont lieu de préférence à chaque saison estivale.
Enfin, la Maison du patrimoine qui agit en faveur de la sauvegarde du patrimoine de la ville s'est enrichie également d'un autre lieu d'exposition : "Le jardin des pierres tombales  se trouve sur la hauteur du bourg "aux jardins de la fuye", sur l'ancien domaine du prieuré. Il s'agit de récupération d'éléments de sépultures, en pierre, destinés à disparaître".

## Ouverture
Ouverte toute l'année le samedi de 10 h à 12 h et sur rendez-vous, la Maison du patrimoine peut accueillir au maximum dans ses locaux 18 personnes à la fois.